# Ølfjellet
L'Ølfjellet (en sami de Lule: Uvbágájsse; literalment "Muntanya Boirosa") és la muntanya més alta de la serralada de Saltfjellet, comtat de Nordland, Noruega. Se situa al municipi de Saltdal aproximadament a mig camí entre els llacs Nordre Bjøllåvatnet i Kjemåvatnet. El poble de Lønsdal es troba al voltant d'1,6 quilòmetres al sud-est de la muntanya.
La muntanya té dos pics, sent el més alt de 1.751 metres i una prominència de 1.073 metres. Aproximadament 1,5 quilòmetres al nord hi ha l'altre cim amb una altura de 1.651 metres.

## Topònim
El primer element és øl que significa "boira", i l'últim element és la forma finita de Fjell que significa "muntanya".